# Armene hissarica hissarica
Armene hissarica hissarica es una subespecie de mantis de la familia Mantidae.

## Distribución geográfica
Se encuentra en Tayikistán.